# L'isola dell'amore (film 1991)
L'isola dell'amore  è un film del 1991, diretto da Mary Lambert.

## Trama
Louisiana alla fine dell'Ottocento. Edna, interpretata dalla McGillis, è una donna insofferente al casto perbenismo del suo tempo, e pur vivendo serenamente accanto al marito e ai figli conosce Alcee, che prende a corteggiarla. Nella donna si risveglia la passione, e riscopre se stessa.